# Bassigny

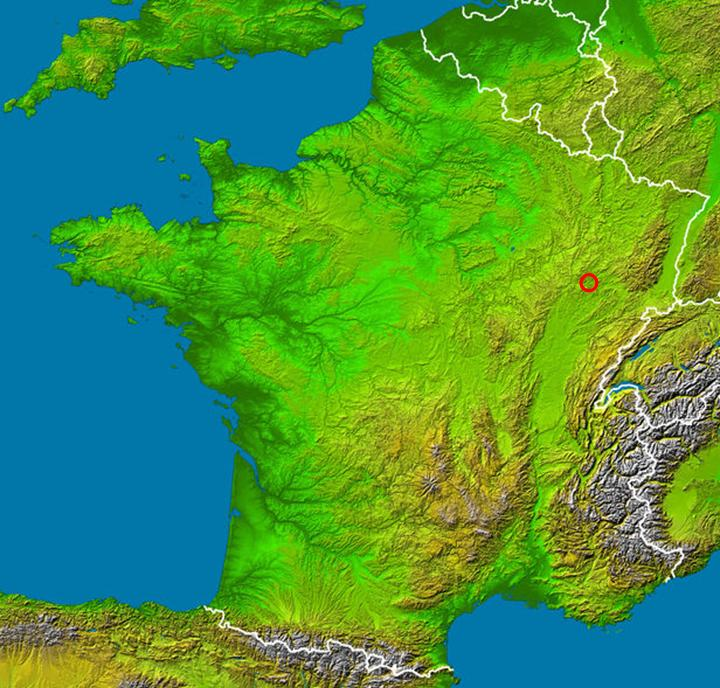
Locatie van Bassigny (rood omcirkeld)

Bassigny is een streek in Frankrijk aan de bovenloop van de Maas in het oosten van het departement Haute-Marne.
In de tijd van de Romeinen was de streek al bekend onder de naam Pagus Bassianensis
Later werd het een deel van het hertogdom Bourgondië. De naam van de oude provincie is nog terug te vinden in enkele gemeentenamen zoals : Andilly-en-Bassigny, Breuvannes-en-Bassigny, Celles-en-Bassigny, Champigneulles-en-Bassigny, Is-en-Bassigny, Marcilly-en-Bassigny, Parnoy-en-Bassigny. Andere gemeenten sieren zich soms officieus met de naam van de streek: Nogent-en-Bassigny.